# Catedral de Nuestra Señora del Carmen (Jaboticabal)
La Catedral de Nuestra Señora del Carmen  (en portugués: Catedral Nossa Senhora do Carmo) o la catedral de Jaboticabal se encuentra en Plaza Joaquim Batista, 100 de Jaboticabal, Sao Paulo al sur de Brasil. Es un templo de la Iglesia católica, la sede de la diócesis de Jaboticabal y es considerada la zona cero de la ciudad. Esta dedicada a la Virgen del Carmen, patrona de Jaboticabal.
La antigua iglesia de Nuestra Señora del Carmen fue inaugurada en 1828, siendo en esta capilla que el fundador de la ciudad de João Pinto Ferreira, donó su herencia a Nuestra Señora del Carmen y así se fundó la ciudad de Jaboticabal. Fue demolida en torno a 1926, cuando la nueva sede estaba prácticamente lista.
El nuevo templo Fue construido donde estaba la residencia del Sr. Claudio Vaz de Arruda, en primer lugar como una iglesia parroquial, más tarde, en 1929, fue elevado a la Catedral de la diócesis. Los dos primeros obispos de Jaboticabal, Don Antonio Augusto de Assis (5 de diciembre de 1863 - 7 de febrero de 1961) y Don José Varani (4 de octubre de 1915 - 24 de junio de 1990) están enterrados allí. 

## Véase también

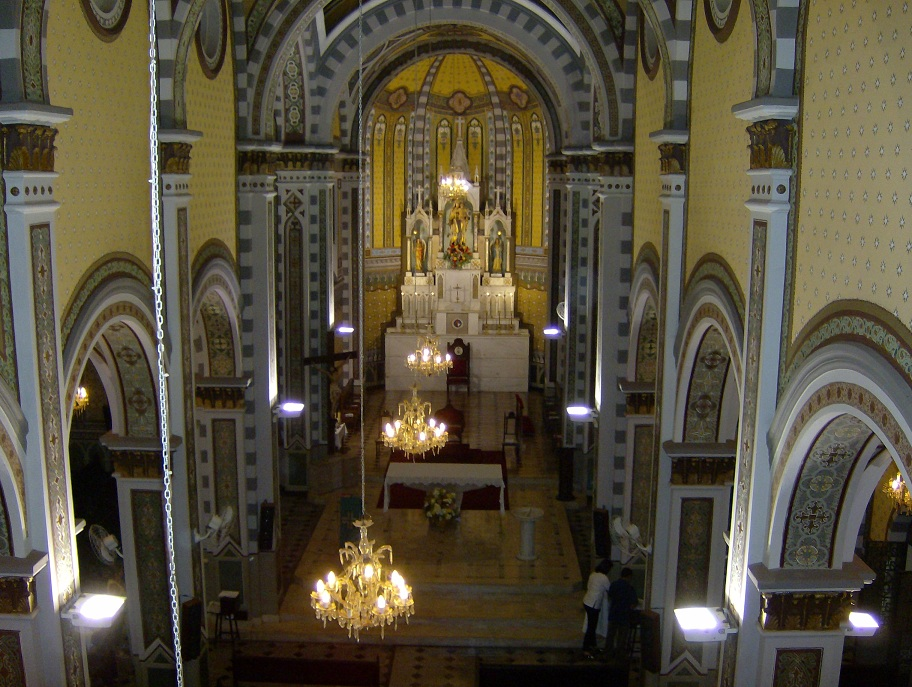
Vista interna